# 88th Regiment of Foot (Highland Volunteers)

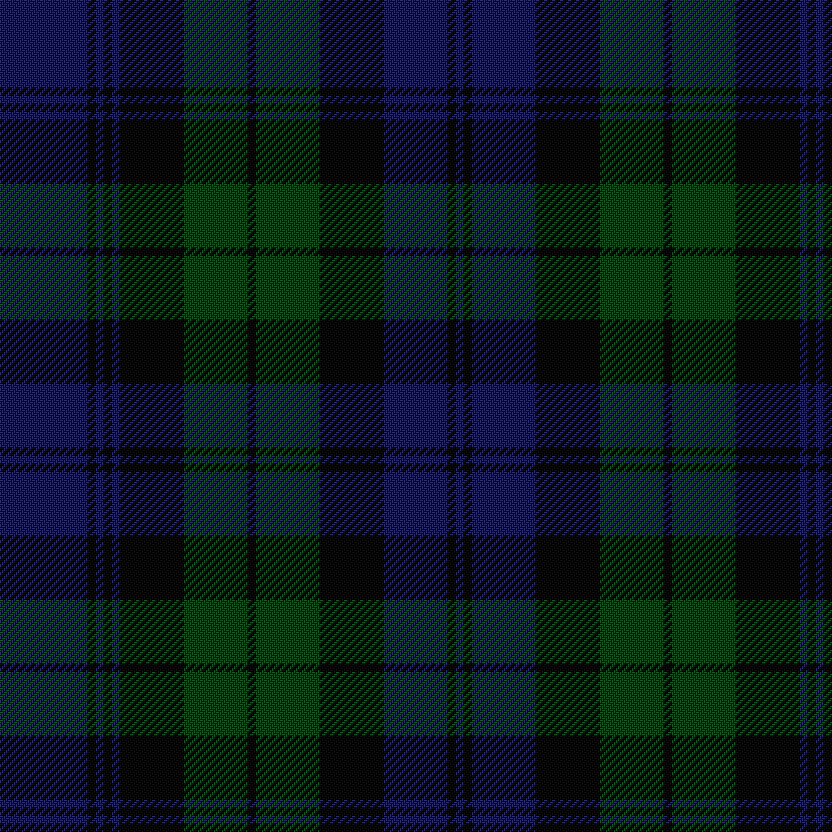
Tartan des 88th Regiment of Foot

Das 88th Regiment of Foot, auch Campell’s Highlanders oder Highland Volunteers war ein leichtes Infanterie-Regiment der British Army, das von 1760 bis 1763 bestand.

## Geschichte
Das Regiment wurde während des Siebenjährigen Krieges am 1. Juni 1760 in Stirling gegründet. Lieutenant-Colonel-Commandant des Regiments war John Campbell, Laird of Dunoon. Das Regiment wurde aus einem Nucleus aus dem 1759 unter Major Robert Murray Keith aufgestellten 87th Regiment of Foot (Keith Highlanders) gebildet und um frischen Rekruten aus Argyll, Perthshire, Inverness-shire, Ross-shire und Sutherland erweitert. Das Regiment trug scharlachrote Uniformen mit grünen Aufschlägen und Kilt im „Government-sett“-Tartan.
Das Regiment wurde ab 1760 zusammen mit seinem Schwesterregiment, dem 87th Regiment of Foot (Keith Highlanders), zur Unterstützung der preußischen Truppen in Deutschland eingesetzt und nahm an einigen Schlachten teil, darunter Warburg, Kloster Camp, Vellinghausen und Wilhelmsthal. Im November 1762 war das Regiment in den Niederlanden stationiert und kehrte im Dezember 1762 nach Schottland zurück.
Nach Abschluss des Friedens von Paris wurde das Regiment am 17. Juli 1763 in Linlithgow aufgelöst.